# Bad
Bad (Baada, Baadi, Ba:d, Bard, Barda, Badi, Bardi), jedno od australskih plemena naseljenih prvotno na poluotoku Cape Leveque od Cape Borda na zapadu pa do Cygnet Baya i Cunningham Pointa, na istoku, Zapadna Australija. Ovo pleme vjerojatno je prvi otkrio Dampier 14. siječnja 1688. Sastojali su se od pet lokalnih skupina. Teritorij (oko 800 km²; 300 sq. m.) na kojem su živjeli prekriven je mangrovim šumama kroz koj su se kretali na splavima. Danas žive na One Arm Point Aboriginal Community, Lombadina Aboriginal Community, i još nekim krajevima (Broome i Derby). Vlastitim jezikom, članom porodice Nyulnyul, služi se još svega dvadest ili manje ljudi, svi stariji od 40 godina.